# New Pitsligo
New Pitsligo är en ort i Storbritannien.   Den ligger i kommunen Aberdeenshire och riksdelen Skottland, i den norra delen av landet, 700 km norr om huvudstaden London. New Pitsligo ligger 147 meter över havet och antalet invånare är 907.
Terrängen runt New Pitsligo är platt. Runt New Pitsligo är det ganska glesbefolkat, med 27 invånare per kvadratkilometer. Närmaste större samhälle är Fraserburgh, 15,1 km nordost om New Pitsligo. Trakten runt New Pitsligo består i huvudsak av gräsmarker.